# HGX
『HGX』（エイチジーエックス）は、2000年4月から2003年3月までNHK鹿児島放送局で放送されていた、地域情報番組。放送時間は毎週月曜 - 金曜 17時05分 - 18時00分。

## 概要
番組セットは同局のラジオブース跡をスタジオセットに使用していたこともあり、テーブルを間に挟み向かい合わせに座って伝えていた。
（後継番組のおやっと5でもラジオブース跡のセットを引き続き利用していたが、HGXとは違い丸型テーブルに並んで着席している。）
番組ロゴは最初の2年間は黒地に赤、最後の1年間は白地に水色だった。

## 番組構成
- オープニング - オープニングで山口達也が「いつも愉快な東川真紀さんと、○○がお送りするHGX!」（浅野達朗の場合には「ちょっと不思議な浅野達朗アナウンサー」）というようにキャッチフレーズを付けたナレーションをする。
- GO!GO!X - 特集
- ゴジゴジ - お便り・インタビューコーナー
- 音楽リクエスト
- 番組セレクション - 自局製作番組のほか、県外の各局が製作した番組も放送された。[2]
- エンディング - エンディングテーマには『おーい、ニッポン』鹿児島県編で使われたテーマソング「桜島」を使用。この曲を歌ったProtein（プロテイン）は、一般の高校生2人組（当時）である。

## キャスター
- 東川真紀
- 不定期交代 - 基本的に男性アナウンサーが担当しており、山崎智彦[1]や浅野達朗、鈴木慶太などが担当した。

## タイトルの由来
番組名「HGX」はNHK鹿児島放送局のコールサインJOHGから来ていて、Xは「何でもアリ!」というところから来ている（2003年1月9日放送分にて説明）。

## 他県のNHK地域情報番組との関わり
2003年1月6日から1月9日に、NHK宮崎放送局の『いっちゃがスタジオ』、NHK熊本放送局の『ひのくにワイド』、NHK長崎放送局の『金太郎のがまだせ5』（いずれも当時）と1日交代で一週間放送する企画番組『よかねネット九州』が放送された。